# Eumetisa taiwana
Eumetisa taiwana är en fjärilsart som beskrevs av Jinhaku Sonan 1935. Eumetisa taiwana ingår i släktet Eumetisa och familjen säckspinnare. Inga underarter finns listade i Catalogue of Life.